# Elizabeth von Arnim
Pour les articles homonymes, voir Arnim.
Ne doit pas être confondu avec Bettina von Arnim.
Elizabeth von Arnim, née le 31 août 1866 à Sydney (Australie), et morte le 9 février 1941 à Charleston, en Caroline du Sud (États-Unis) est une romancière britannique.

## Biographie
Cousine de la romancière Katherine Mansfield, Elizabeth von Arnim, de son nom de jeune fille Mary « May » Annette Beauchamp, naît à Sydney, au sein d'une famille anglaise, d'un père commerçant ayant fait fortune en Australie. Lorsqu'elle a trois ans, la famille regagne l'Angleterre et s'installe à Londres.
Elizabeth est une élève brillante, notamment en histoire, mais c'est la musique qu'elle choisit en intégrant le Collège Royal de Musique. 
À la fin de ses études, elle part faire un grand tour à travers l'Europe, en compagnie de son père. En 1889, alors qu'ils sont en Italie, elle rencontre le comte Henning August von Arnim-Schlagenthin, un aristocrate prussien, cousin du poète romantique Achim von Arnim. Elle l'épouse à Londres un an plus tard et ils s'installent à Berlin. 
Cinq ans plus tard, ils emménagent dans le domaine familial de son époux à Nassenheide, en Poméranie où Elizabeth découvre les joies de la vie à la campagne. Le couple a maintenant cinq enfants (quatre filles et un garçon) éduqués par des précepteurs aussi célèbres qu'Edward Morgan Forster ou Hugh Walpole.
Elizabeth met alors à profit la tranquillité de cette vie rurale pour commencer à écrire. En 1898, elle publie anonymement son premier ouvrage, Elizabeth et son jardin allemand (Elizabeth and Her German Garden), sorte de journal intime dans lequel elle confie ses réflexions sur la rudesse de cette Allemagne du nord et ses tentatives de création d'un jardin à l'anglaise. Depuis sa publication, ce petit roman, réédité plus de vingt fois, a connu un succès considérable. Il a d'ailleurs marqué la carrière de son auteur de manière définitive car tous les romans écrits par la suite seront toujours présentés comme ceux de l'« auteur d'Elizabeth et son jardin allemand ».
En 1908, des problèmes financiers obligent la famille von Arnim à déménager à Londres où le comte meurt deux ans plus tard. Elizabeth reste en Angleterre pendant encore deux années avant de s'installer en Suisse dans le Canton du Valais. Près de Randogne, dans son «Chalet Soleil», elle devient le centre d'une vie mondaine et entretient une liaison amoureuse tapageuse avec H.G. Wells. 
En 1916, elle épouse le comte Francis Russell, petit-fils de lord John Russell (qui fut Premier ministre de la Reine Victoria) et frère aîné du philosophe Bertrand Russell. Malheureusement, ce mariage est un échec : ils se séparent au bout d'une année et divorcent en 1919.
Elizabeth continue d'écrire partageant sa vie entre l'Angleterre, la Suisse et Mougins dans le sud de la France. Lorsque la Seconde Guerre mondiale éclate, elle gagne les États-Unis où elle meurt à Charleston en 1941.
Une partie de sa bibliothèque personnelle, laissée en France à son départ pour l'Amérique, est conservée par l'Université du Sud-Toulon-Var.

## Les romans semi-autobiographiques

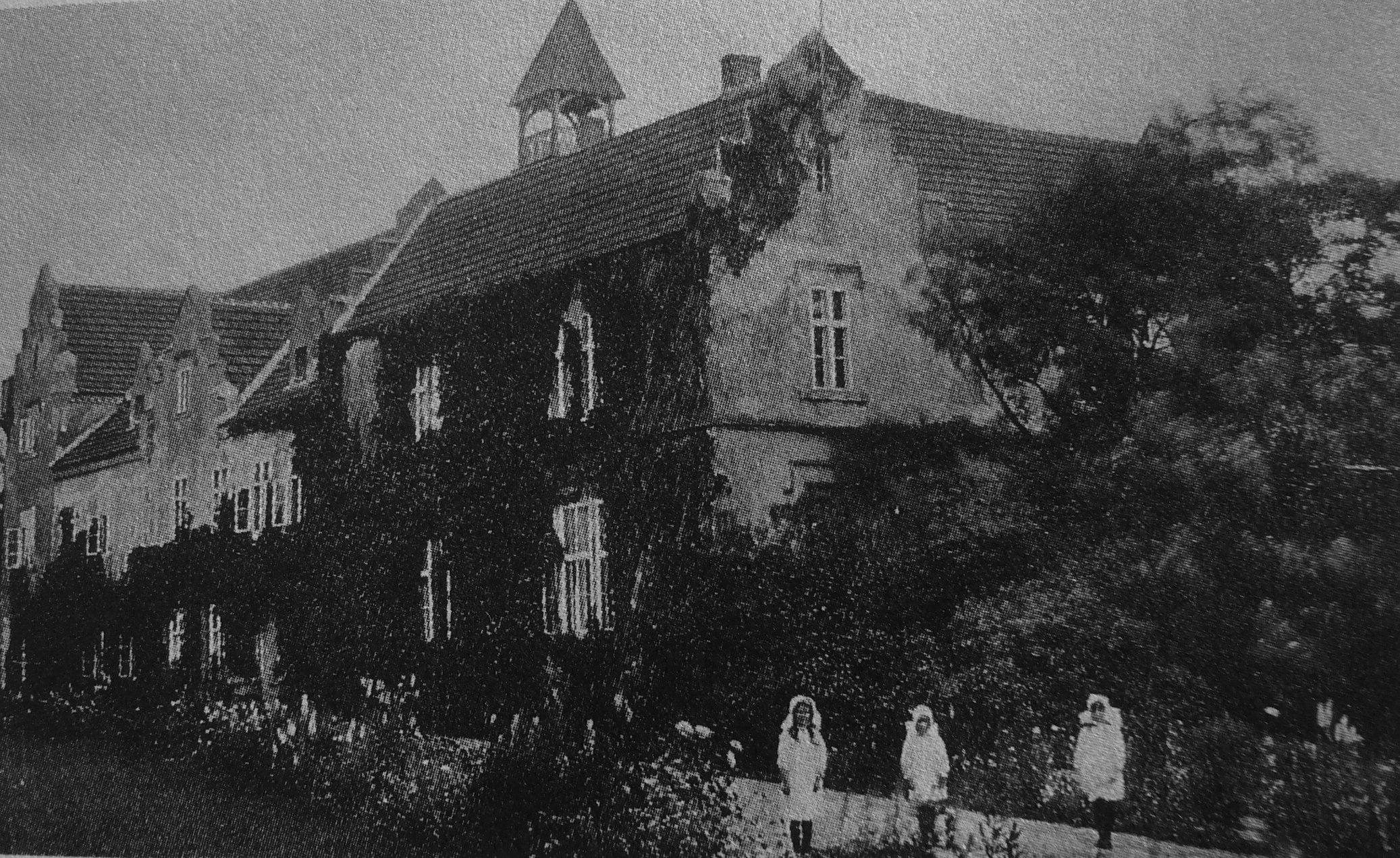
Le Schloss, la maison de campagne en Poméranie où Elizabeth écrit son premier roman

L'œuvre d'Elizabeth von Arnim est très largement autobiographique. On retrouve dans ses romans ses joies et ses déceptions, son bonheur et sa solitude, son amour de la nature, mais également une sensibilité et une exigence typiquement britanniques.
La plupart de ses romans sont écrits sous des pseudonymes, tels que « Alice Cholmandeley », l'« auteur d'Elizabeth et son jardin allemand » ou simplement « Elizabeth ».

## Œuvre
- Elizabeth and Her German Garden (1898) Publié en français sous le titre Elizabeth et son jardin allemand, précédé de Souvenirs de Nassenheide par E. M. Forster, traduit par François Dupuigrenet Desroussilles, Paris, Salvy, 1989  (ISBN 2-905899-10-7) ; réédition, Paris, 10/18, coll. « Domaine étranger » no 2732, 1996  (ISBN 2-264-02329-5) ; réédition, Paris, Bartillat, 2011  (ISBN 978-2-84100-486-7)
- The Solitary Summer (1899), suite de Elizabeth et son jardin allemand Publié en français sous le titre L'Été solitaire, traduit par François Dupuigrenet Desroussilles, Paris, Salvy, 1991  (ISBN 2-905899-27-1) ; réédition, Paris, 10/18, coll. « Domaine étranger » no 2827, 1997  (ISBN 2-264-02330-9) ; réédition, Paris, Bartillat, 2013  (ISBN 978-2-84100-530-7)
- April Baby's Book of Tunes (1900), ouvrage de littérature d'enfance et de jeunesse
- The Benefactress (1901) Publié en français sous le titre La Bienfaitrice, traduit par Marguerite de Vaudreuil et révision par Géraldine Barbe, Paris, Archipoche, coll. « Classiques d'hier et d'aujourd'hui » no 248, 2013  (ISBN 978-2-35287-459-1)
- The Pious Pilgrimage (1901) Publié en français sous le titre Le Jardin de l'enfance, traduit par François Dupuigrenet Desroussilles, Paris, Barillat, 2016  (ISBN 978-2-84100-605-2)
- The Ordeal of Elizabeth (1901), premier jet d'un roman écrit en 1901, mais publié de façon posthume
- The Adventures of Elizabeth in Rugen (1904) Publié en français sous le titre Les Aventures d'Elizabeth à Rügen, traduit par Bernard Delvaille, Paris, Salvy, 1996  (ISBN 2-905899-77-8) ; réédition, Paris, Les Belles Lettres, coll. « Domaine étranger » no 16, 2014  (ISBN 978-2-251-21017-9)
- Princess Priscilla's Fortnight (1905)
- Fräulein Schmidt and Mr Anstruther (1907)
- The Caravaners (1909) Publié en français sous le titre En caravane : mésaventures d'un officier prussien en Angleterre, traduit par Jean d'Albray, Paris, Grasset, 1913 (BNF 33365629) Publié en français dans une autre traduction sous le titre En caravane, traduit par François Dupuigrenet Desroussilles, Paris, Salvy, 1991  (ISBN 2-905899-24-7) ; réédition, Paris, 10/18, coll. « Domaine étranger » no 2678, 1995  (ISBN 2-264-02262-0) ; réédition, Paris, La Découverte, coll. « Culte fictions », 2004  (ISBN 2-7071-4298-0) ; réédition, Paris, LGF, coll. « Le Livre de poche. Biblio » no 3434, 2006  (ISBN 978-2-253-09942-0) ; réédition, Paris, Bartillat, 2014  (ISBN 978-2-84100-563-5)
- The Pastor's Wife (1914)
- Christine (1917), publié sous le pseudonyme Alice Cholmondeley
- Christopher and Columbus (1919) Publié en français sous le titre Christopher et Colombus, traduit par Alain Defossé, Paris, 10/18, coll. « Domaine étranger » no 3313, 2001  (ISBN 2-264-02386-4)
- In the Mountains (1920) Publié en français sous le titre Un été en montagne traduit par Paul Decottignies, Orbey, Arfuyen, 2024,  (ISBN 978-2845903661)
- Vera (1921) Publié en français sous le titre Vera, traduit par Bernard Delvaille, Paris, Salvy, 1994  (ISBN 2-905899-53-0) ; réédition, Paris, 10/18, coll. « Domaine étranger » no 3439, 2002  (ISBN 2-264-02943-9) ; réédition, Paris, Les Belles Lettres, coll. « Domaine étranger » no 2, 2012  (ISBN 978-2-251-21002-5)
- The Enchanted April (1922) Publié en français sous le titre Avril enchanté, traduit par François Dupuigrenet Desroussilles, Paris, Salvy, 1990  (ISBN 2-905899-13-1) ; réédition, Paris, 10/18, coll. « Domaine étranger » no 3062, 1999  (ISBN 2-264-02427-5) ; réédition, Paris, 10/18, coll. « Littérature étrangère » no 3062, 2011  (ISBN 978-2-264-05436-4)
- Love (1925) Publié en français sous le titre Love, traduit par Bernard Delvaille, Paris, Salvy, 1997  (ISBN 2-905899-85-9) ; réédition, Paris, 10/18, coll. « Domaine étranger » no 2827, 1997  (ISBN 2-264-02330-9)
- Introduction to Sally (1926)
- Expiation (1929)
- Father (1931), recueil de nouvelles Publié en français sous le titre Comtesse Russell. La Cage ouverte, traduit par Mme Charles Daniel Mayer, Paris, Plon, 1935 (BNF 31271503) Publié en français dans une autre traduction sous le titre Père / Comtesse Russell, traduit par Marguerite Glotz, Paris, Nouvelles éditions latines, coll. « Les maîtres étrangers », 1948 (BNF 32594143) ; réédition, Paris, Archipoche, coll. « Classiques d'hier et d'aujourd'hui » no 307, 2014  (ISBN 978-2-35287-630-4)
- The Jasmine Farm (1934)
- All the Dogs of My Life (1936), autobiographie Publié en français sous le titre Tous les chiens de ma vie, traduit par François Dupuigrenet Desroussilles, Paris, Salvy, 1993  (ISBN 2-905899-43-3)
- Mr. Skeffington (1940) Publié en français sous le titre Mr. Skeffington, traduit par Bernard Delvaille, Paris, Salvy, 1993  (ISBN 2-905899-36-0) ; réédition, Paris, 10/18, coll. « Domaine étranger » no 2914, 1998  (ISBN 2-264-02388-0) ; réédition, Paris, Mercure de France, coll. « Bibliothèque étrangère », 2007  (ISBN 978-2-7152-2795-8)

## Adaptations cinématographiques
Bien que très populaire de son vivant, Elizabeth von Arnim pensait que sa notoriété s'éteindrait avec elle, un fait contesté par le succès remporté notamment par les adaptations de ses romans au cinéma Avril enchanté et Mr. Skeffington : 
- 1935 : Enchanted April (en), film américain réalisé par Harry Beaumont, avec Ann Harding, Katharine Alexander et Frank Morgan
- 1944 : Femme aimée est toujours jolie (Mr. Skeffington), film américain réalisé par Vincent Sherman, avec Bette Davis et Claude Rains
- 1992 : Avril enchanté (Enchanted April), film britannique réalisé par Mike Newell, avec Josie Lawrence (en), Miranda Richardson et Joan Plowright